# Agrypnus asperulatus
Agrypnus asperulatus is een keversoort uit de familie van de kniptorren (Elateridae). De wetenschappelijke naam van de soort werd voor het eerst geldig gepubliceerd in 1878 door Ernest Candèze.